# Santa Cruz de Barahona
Santa Cruz de Barahona è un comune della Repubblica Dominicana nella Provincia di Barahona, di cui è capoluogo. Comprende, oltre al capoluogo, due distretti municipali: El Cachón e La Guázara.
La città è una delle più importanti dell'isola, con un porto molto attivo e un aeroporto internazionale intitolato alla memoria dell'attrice María Montez, nata a Santa Cruz de Barahona.
L'economia si basa sulle molte attrazioni di ecoturismo, la città è un centro di produzione dello zucchero ed è attiva anche la produzione industriale.

## Nome
La città deve il suo nome al conte spagnolo Santa Cruz de Barahona, che vi si stabilì quando era ancora spopolata. Secondo un'altra versione il nome deriverebbe dall'unione della parole "Bahía" e "Honda", anche se la versione più accreditata è la prima.

## Storia
Dal XVII secolo la regione venne occupata da pescatori e tagliaboschi. Quando Toussaint L'Ouverture prese la parte orientale dell'isola di Hispaniola in nome della Francia, ordinò, nel 1802, che venisse edificata la città di Barahona come parte della provincia di Ozama. Dopo l'indipendenza nel 1844, Barahona divenne un avamposto militare della provincia di Azua. Nel 1858, Barahona divenne comune e in seguito alla costituzione della provincia di Barahona, avvenuta nel 1881, ne divenne il capoluogo.

## Geografia fisica

### Clima
Secondo la classificazione dei climi di Köppen il clima della città è un tipico clima tropicale della savana 
La temperatura media annuale è di 26 gradi centigradi, con una piovosità media annua di 655/2296 millimetri.

| Dati meteo Santa Cruz de Barahona | Mesi  | Mesi  | Mesi  | Mesi  | Mesi  | Mesi  | Mesi  | Mesi  | Mesi  | Mesi  | Mesi  | Mesi  | Anno    |
| Dati meteo Santa Cruz de Barahona | Gen   | Feb   | Mar   | Apr   | Mag   | Giu   | Lug   | Ago   | Set   | Ott   | Nov   | Dic   | Anno    |
| --------------------------------- | ----- | ----- | ----- | ----- | ----- | ----- | ----- | ----- | ----- | ----- | ----- | ----- | ------- |
| T. max. media (°C)                | 31    | 31,1  | 33,2  | 33,3  | 33,6  | 33,5  | 33,8  | 33,6  | 32,9  | 32,7  | 31,4  | 31,0  | 32,6    |
| T. media (°C)                     | 27    | 27    | 28,6  | 28,8  | 28,6  | 28,5  | 28,8  | 27,6  | 27,6  | 27,1  | 27,1  | 27,1  | 27,8    |
| T. min. media (°C)                | 22    | 22    | 23,4  | 23,5  | 23,5  | 23,6  | 24,0  | 24,0  | 23,6  | 23,0  | 23,0  | 22,1  | 23,1    |
| Precipitazioni (mm)               | 97    | 95    | 95    | 99    | 106   | 127   | 136   | 136   | 143   | 139   | 136   | 122   | 1 431   |
| Giorni di pioggia                 | 3,7   | 3,2   | 3,9   | 6,1   | 10,6  | 8,2   | 3,8   | 5,1   | 8,8   | 10,6  | 4,8   | 2,4   | 71,2    |
| Umidità relativa media (%)        | 73,0  | 72,6  | 71,5  | 71,9  | 75,6  | 75,8  | 72,0  | 72,9  | 76,3  | 78,4  | 75,1  | 72,8  | 74,0    |
| Ore di soleggiamento mensili      | 259,6 | 248,8 | 286,7 | 271,5 | 261,0 | 264,7 | 289,3 | 286,5 | 243,2 | 259,0 | 267,7 | 268,6 | 3 206,6 |